# След щастливия край
„След щастливия край“ (на английски: After Ever Happy) е американска романтична драма от 2021 г. на режисьора Кастил Ландън. Адаптация на едноименния роман на Ана Тод, филмът е последната част от филмовата поредица „След“. Във филма участват Джозефин Лангфорд и Хироу Файнс-Тифин, които отново са в ролите на Теса Йънг и Хардин Скот.
Световната премиера на филма е в Лондон на 10 август 2022 г., а по кината в Съединените щати излиза на 7 септември 2022 г.
В България филмът излиза на 26 август 2022 г. от „Би Ти Ви Студиос“.